# Mutua Madrid Open 2018
Mutua Madrid Open 2018 — професійний тенісний турнір, що проходив на відкритих кортах з грунтовим покриттям у Park Manzanares у Мадриді (Іспанія). Тривав з 5 до 13 травня 2018 року. Це був 17-й за ліком турнір серед чоловіків і 10-й - серед жінок. Належав до серії серії Мастерс у рамках Туру ATP 2018 і серії Premier Mandatory в рамках Туру WTA 2018.

## Очки і призові

### Нарахування очок
| Дисципліна                 | П    | Ф   | ПФ  | ЧФ  | 1/8 | 1/16 | 1/32 | Q   | Q2  | Q1  |
| Чоловіки, одиночний розряд | 1000 | 600 | 360 | 180 | 90  | 45   | 10   | 25  | 16  | 0   |
| Чоловіки, парний розряд    | 1000 | 600 | 360 | 180 | 90  | 10   | Н/Д  | Н/Д | Н/Д | Н/Д |
| Жінки, одиночний розряд    | 1000 | 650 | 390 | 215 | 120 | 65   | 10   | 30  | 20  | 2   |
| Жінки, парний розряд       | 1000 | 650 | 390 | 215 | 120 | 10   | Н/Д  | Н/Д | Н/Д | Н/Д |

### Призові гроші
| Дисципліна                 | П          | F        | ПФ       | ЧФ       | 1/8     | 1/16    | 1/32    | Q2     | Q1     |
| Чоловіки, одиночний розряд | €1,190,490 | €583,725 | €293,780 | €149,390 | €77,575 | €40,900 | €22,080 | €5,090 | €2,595 |
| Жінки, одиночний розряд    | €1,190,490 | €583,725 | €293,780 | €149,390 | €77,575 | €36,775 | €17,275 | €4,775 | €2,325 |
| Чоловіки, парний розряд    | €368,670   | €180,490 | €90,540  | €46,470  | €24,020 | €12,670 | Н/Д     | Н/Д    | Н/Д    |
| Жінки, парний розряд       | €368,670   | €180,490 | €90,540  | €46,470  | €23,500 | €12,100 | Н/Д     | Н/Д    | Н/Д    |

## Учасники основної сітки в рамках чоловічого турніру

### Сіяні пари
Нижче подано список сіяних гравців. Посів ґрунтується на рейтингу ATP станом на 30 квітня 2018. Рейтинг і очки перед наведено на 7 травня 2018.
| Сіяний | Рейтинг | Гравець                | Очки перед | Очки, що захищає | Очки здобуті | Очки після | Підсумок                                       |
| ------ | ------- | ---------------------- | ---------- | ---------------- | ------------ | ---------- | ---------------------------------------------- |
| 1      | 1       | Рафаель Надаль         | 8,770      | 1,000            | 180          | 7,950      | чвертьфінал, його переміг Домінік Тім [5]      |
| 2      | 3       | Олександр Звєрєв       | 5,195      | 180              | 1000         | 6,015      | Чемпіон, — Домінік Тім [5]                     |
| 3      | 4       | Григор Димитров        | 4,950      | 90               | 10           | 4,870      | 2-ге коло, його переміг Мілош Раоніч           |
| 4      | 6       | Хуан Мартін дель Потро | 4,470      | (20)‡            | 90           | 4,540      | 3 коло, його переміг Душан Лайович [Q]         |
| 5      | 7       | Домінік Тім            | 3,545      | 600              | 600          | 3,545      | Фіналіст, його переміг Олександр Звєрєв [2]    |
| 6      | 8       | Кевін Андерсон         | 3,345      | (45)†            | 360          | 3,660      | півфінал, його переміг Домінік Тім [5]         |
| 7      | 9       | Джон Ізнер             | 3,125      | 0                | 180          | 3,305      | чвертьфінал, його переміг Олександр Звєрєв [2] |
| 8      | 10      | Давід Ґоффен           | 3,020      | 180              | 90           | 2,930      | 3 коло, його переміг Кайл Едмунд               |
| 9      | 11      | Пабло Карреньо Буста   | 2,280      | 10               | 10           | 2,280      | 1 коло, його переміг Борна Чорич               |
| 10     | 12      | Новак Джокович         | 2,220      | 360              | 45           | 1,905      | 2-ге коло, його переміг Кайл Едмунд            |
| 11     | 14      | Роберто Баутіста Аґут  | 2,175      | 10               | 45           | 2,210      | 2-ге коло, його переміг Філіпп Кольшрайбер     |
| 12     | 15      | Джек Сок               | 2,155      | 10               | 10           | 2,155      | 1 коло, його переміг Пабло Куевас              |
| 13     | 16      | Дієго Шварцман         | 2,085      | 45               | 90           | 2,130      | 3 коло, його переміг Рафаель Надаль [1]        |
| 14     | 17      | Томаш Бердих           | 2,060      | 90               | 10           | 1,980      | 1 коло, його переміг Рішар Гаске               |
| 15     | 18      | Люка Пуй               | 1,995      | 10               | 10           | 1,995      | 1 коло, його переміг Бенуа Пер                 |
| 16     | 19      | Фабіо Фоніні           | 1,840      | 45               | 10           | 1,805      | 1 коло, його переміг Леонардо Маєр             |

† 2017 року гравець не кваліфікувався на турнір. Тож його очки за потрапляння до 18-ти найкращих відраховано.

‡ Гравець використав виняток, щоб пропустити цей турнір 2017 року. Тож його очки за потрапляння до 18-ти найкращих відраховано.

### Відмовились від участі
Гравці, які були б посіяні, якби не знялись з турніру.
| Рейтинг | Гравець        | Очки перед | Очки, що захищає | Очки після | Причина       |
| ------- | -------------- | ---------- | ---------------- | ---------- | ------------- |
| 2       | Роджер Федерер | 9,670      | 0                | 8,670      | Розклад       |
| 5       | Марин Чилич    | 4,780      | 10               | 4,770      | Травма коліна |
| 13      | Сем Кверрі     | 2,220      | 0                | 2,220      | Розклад       |

### Інші учасники
Учасники, що отримали вайлд-кард на участь в основній сітці:
- Пабло Андухар
- Роберто Карбальєс Баена
- Гільєрмо Гарсія-Лопес
- Стефанос Ціціпас

Нижче наведено гравців, які пробились в основну сітку через стадію кваліфікації:
- Ніколоз Басілашвілі
- Маріус Копіл
- Федеріко Дельбоніс
- Євген Донской
- Ніколас Кікер
- Михайло Кукушкін
- Душан Лайович

### Відмовились від участі
До початку турніру
- Марин Чилич → його замінив  Жульєн Беннето
- Роджер Федерер → його замінив  Денис Шаповалов
- Давид Феррер → його замінив  Ян-Леннард Штруфф
- Філіп Країнович → його замінив  Данило Медведєв
- Нік Киріос → його замінив  Міша Зверєв
- Жіль Мюллер → його замінив  Паоло Лоренці
- Енді Маррей → його замінив  Бенуа Пер
- Сем Кверрі → його замінив  Джаред Доналдсон
- Андрій Рубльов → його замінив  Тенніс Сандгрен
- Жо-Вілфрід Тсонга → його замінив  Раян Гаррісон
- Стен Вавринка → його замінив  Петер Гойовчик

## Учасники основної сітки в парному розряді

### Сіяні пари
| Країна          | Гравець               | Країна    | Гравець            | Рейтинг1 | Сіяний |
| --------------- | --------------------- | --------- | ------------------ | -------- | ------ |
| Польща          | Лукаш Кубот           | Бразилія  | Марсело Мело       | 3        | 1      |
| США             | Боб Браян             | США       | Майк Браян         | 10       | 2      |
| Фінляндія       | Генрі Контінен        | Австралія | Джон Пірс          | 15       | 3      |
| Франція         | П'єр-Юг Ербер         | Франція   | Ніколя Маю         | 26       | 4      |
| Велика Британія | Джеймі Маррей         | Бразилія  | Бруно Соарес       | 27       | 5      |
| Колумбія        | Хуан Себастьян Кабаль | Колумбія  | Роберт Фара        | 36       | 6      |
| Хорватія        | Іван Додіг            | США       | Ражів Рам          | 37       | 7      |
| Індія           | Роган Бопанна         | Франція   | Едуар Роже-Васслен | 44       | 8      |

- Рейтинг подано станом на 30 квітня 2018.

### Інші учасники
Нижче наведено пари, які отримали вайлдкард на участь в основній сітці:
- Давід Марреро /  Фернандо Вердаско
- Флорін Мерджа /  Деніел Нестор

### Знялись
- Боб Браян (травма стегна)

## Учасниці основної сітки в рамках жіночого турніру

### Сіяні учасниці
Нижче подано список сіяних гравчинь. Посів визначено на основі рейтингу WTA станом на 30 квітня 2018. Рейтинг і очки перед наведено на 7 травня 2018.
| Сіяна | Рейтинг | Гравчиня             | Очки перед | Очки, що захищає | Очки здобуті | Очки після | Підсумок                                        |
| ----- | ------- | -------------------- | ---------- | ---------------- | ------------ | ---------- | ----------------------------------------------- |
| 1     | 1       | Сімона Халеп         | 8,055      | 1,000            | 215          | 7,270      | чвертьфінал, її перемогла Кароліна Плішкова [6] |
| 2     | 2       | Каролін Возняцкі     | 6,790      | 65               | 120          | 6,845      | 3 коло, її перемогла Кікі Бертенс               |
| 3     | 3       | Гарбінє Мугуруса     | 6,065      | 10               | 120          | 6,175      | 3 коло, її перемогла Дарія Касаткіна [14]       |
| 4     | 4       | Еліна Світоліна      | 5,450      | 10               | 65           | 5,505      | 2-ге коло, її перемогла Карла Суарес Наварро    |
| 5     | 5       | Олена Остапенко      | 5,273      | (1)†             | 10           | 5,282      | 1 коло, її перемогла Ірина-Камелія Бегу         |
| 6     | 6       | Кароліна Плішкова    | 5,100      | 65               | 390          | 5,425      | півфінал, її перемогла Петра Квітова [10]       |
| 7     | 7       | Каролін Гарсія       | 4,700      | 10               | 390          | 5,080      | півфінал, її перемогла Кікі Бертенс             |
| 8     | 8       | Вінус Вільямс        | 4,276      | 0                | 10           | 4,286      | 1 коло, її перемогла Анетт Контавейт            |
| 9     | 9       | Слоун Стівенс        | 3,939      | 0                | 120          | 4,059      | 3 коло, її перемогла Кароліна Плішкова [6]      |
| 10    | 10      | Петра Квітова        | 3,550      | 0                | 1000         | 4,550      | Чемпіонка, — Кікі Бертенс                       |
| 11    | 12      | Юлія Гергес          | 2,980      | 10               | 120          | 3,090      | 3 коло, її перемогла Каролін Гарсія [7]         |
| 12    | 13      | Коко Вандевей        | 2,738      | 215              | 10           | 2,533      | 1 коло, її перемогла Крістіна Младенович        |
| 13    | 14      | Медісон Кіз          | 2,722      | 10               | 10           | 2,722      | 1 коло, її перемогла Сара Соррібес Тормо [WC]   |
| 14    | 15      | Дарія Касаткіна      | 2,570      | 10               | 215          | 2,775      | чвертьфінал, її перемогла Петра Квітова [10]    |
| 15    | 17      | Анастасія Севастова  | 2,505      | 390              | 65           | 2,180      | 2-ге коло, її перемогла Кікі Бертенс            |
| 16    | 19      | Магдалена Рибарикова | 2,295      | (80)‡            | 10           | 2,225      | 1 коло, її перемогла Джоанна Конта              |

† 2017 року гравчиня не кваліфікувалась на турнір. Тож її очки за потрапляння в 16 найкращих відраховано.

‡ 2017 року гравчиня не кваліфікувалась на турнір, але захищала очки, зароблені на одному з турнірів ITF.

### Інші учасниці
Нижче наведено учасниць, які отримали вайлд-кард на участь в основній сітці:
- Лара Арруабаррена
- Георгіна Гарсія Перес
- Марта Костюк
- Моніка Пуїг
- Сара Соррібес Тормо

Учасниця, що потрапила в основну сітку завдяки захищеному рентингові:
- Вікторія Азаренко

Нижче наведено гравчинь, які пробились в основну сітку через стадію кваліфікації:
- Деніелл Коллінз
- Сара Еррані
- Бернарда Пера
- Крістина Плішкова
- Арина Соболенко
- Анна Кароліна Шмідлова
- Сільвія Солер Еспіноза
- Наталія Віхлянцева

### Відмовились від участі
До початку турніру
- Тімеа Бачинскі → її замінила  Марія Саккарі
- Кетрін Белліс → її замінила  Катерина Сінякова
- Анджелік Кербер → її замінила  Донна Векич
- Агнешка Радванська → її замінила  Александра Крунич
- Луціє Шафарова → її замінила  Алісон ван Ейтванк
- Лаура Зігемунд → її замінила  Заріна Діяс
- Серена Вільямс → її замінила  Ван Цян

## Учасниці основної сітки в парному розряді

### Сіяні пари
| Країна            | Гравчиня                  | Країна  | Гравчиня                   | Рейтинг1 | Сіяна |
| ----------------- | ------------------------- | ------- | -------------------------- | -------- | ----- |
| Росія             | Катерина Макарова         | Росія   | Олена Весніна              | 4        | 1     |
| Чехія             | Андреа Сестіні-Главачкова | Чехія   | Барбора Стрицова           | 17       | 2     |
| Угорщина          | Тімеа Бабош               | Франція | Крістіна Младенович        | 19       | 3     |
| Канада            | Габріела Дабровскі        | КНР     | Сюй Їфань                  | 26       | 4     |
| Китайський Тайбей | Латіша Чжань              | США     | Бетані Маттек-Сендс        | 32       | 5     |
| Чехія             | Барбора Крейчикова        | Чехія   | Катерина Сінякова          | 34       | 6     |
| Словенія          | Андрея Клепач             | Іспанія | Марія Хосе Мартінес Санчес | 36       | 7     |
| Китайський Тайбей | Чжань Хаоцін              | КНР     | Ян Чжаосюань               | 39       | 8     |

- Рейтинг подано станом на 30 квітня 2018.

### Інші учасниці
Нижче наведено пари, які отримали вайлдкард на участь в основній сітці:
- Сорана Кирстя /  Сара Соррібес Тормо
- Анабель Медіна Гаррігес /  Аранча Парра Сантонха

Нижче наведено пари, які отримали місце в основній сітці як заміни:
- Крістіна Макгейл /  Пен Шуай
- Анастасія Павлюченкова /  Ольга Савчук

### Відмовились від участі
До початку турніру
- Катерина Бондаренко (head injury)
- Елісе Мертенс (хворобу шлунково-кишкового тракту)
- Олена Остапенко (травма живота)

## Переможці та фіналісти

### Одиночний розряд, чоловіки
- Олександр Звєрєв —  Домінік Тім, 6–4, 6–4

### Одиночний розряд, жінки
- Петра Квітова —  Кікі Бертенс, 7–6(8–6), 4–6, 6–3

### Парний розряд, чоловіки
- Нікола Мектич /  Александер Пея —  Боб Браян /  Майк Браян, 5–3, ret.

### Парний розряд, жінки
- Катерина Макарова /  Олена Весніна —  Тімеа Бабош /  Крістіна Младенович, 2–6, 6–4, [10–8]